# Lijst van spelers van RAEC Mons
Deze lijst omvat voetballers die bij RAEC Mons spelen of gespeeld hebben. De spelers zijn gerangschikt volgens alfabet.

## A
- Mehdi Akouz (1989-2001)
- Nicolas Alnoudji (2004-2005)
- Mohamed Amroune (2007-2009)
- Arnor Angeli (2012-2014)
- Maxime Annys (2007)
- Shlomi Arbeitman (2013-2014)

## B
- Ibrahim Babatunde (2004-2005)
- Julien Bailleul (2009-2010, 2011)
- Rabiu Baita (2002-2003)
- Tibor Balog (2001-?)
- Zoran Ban (2003-2004)
- Olivier Baudry (2001-2003)
- Alain Behi (2004-2005)
- Steve Beleck (2013)
- Cédric Berthelin (2004-2008, 2010-2013)
- Olivier Berquemanne (1982-2004)
- Arnaud Biatour (2012-2013)
- Philippe Billy (2004-2005)
- Siebe Blondelle (2010-2012)
- Nico Boone (2000-?)
- Axel Bossekota (2009-2010)
- Rachid Bourabia (2011-2012)
- Anthony Bova (2014-2015)
- Fadel Brahami (2006-2009)
- Ludovic Buysens (2008-2009)

## C
- Stéphane Calce (2005-2006)
- Laurent Cambraye (2008-2009)
- Carlo Cardascio (2004-2005)
- David Cardon (2010-2011)
- Marco Casto (2003-2004)
- Johann Cavalli (2008)
- Anthony Cavallo (2007-2010)
- Bastien Chantry (2005-2006)
- Thomas Chatelle (2012-2014)
- Hocine Chebaiki (1998-2005)
- Carlo Chueca (2012-2013)
- Liviu Ciobotariu (2002-2004)
- Gilles Colin (2006-2007)
- Cédric Collet (2008-2009)
- Janis Coppin (2009-2010)
- Alessandro Cordaro (2002-2009)
- Martin Miguel Cortes (2004-2005)
- Emmanuel Coquelet (2006-2007)

## D
- Mohamed Dahmane (jan 2006-2007, 2008-2009)
- Wilfried Dalmat (2006-2008)
- Mohammed Aliyu Datti (2004-2005, 2007-2008)
- Dylan De Belder (2011-2014)
- Matthieu Debisschop (2010-2013)
- Daniel De Castro (2004-2005)
- David Degrave (2000-)
- Gregory Delwarte (2001-2003, 2008-2009)
- Stéphane Demets (2009-2010)
- Laurent Demol (1984-2001)
- Thomas Demolin (1994-)
- Steven De Pauw (2008-2009)
- Pascal De Vlamynck (2009-2010)
- Pascal Devreese (2001-2003)
- Aliou Dia (2010-2012)
- Gauthier Diafutua (2006-2007)
- Christophe Diandy (2013-2014)
- Mounir Diane (2008-2010)
- Agyeman Dickson (2009-2010)
- Franz Dieu (2008-2011)
- Akin Dos Santos (2004-2005)
- Mustapha Douai (1998-2004)
- Adriano Duarte (2007-2008)
- Ivan Dudic (2005-2006)
- Thomas Duez (2004-2005)
- Geordan Dupire (2012-...)
- Noë Dusenne (2009-2012, 2013-2014)
- Romain Dutrieux (2003-2007)
- Ivica Dzidic (2008-2010)

## E
- Chemcedine El Araichi (1994-2004)
- Aziz El Khanchaf (2006-2007)
- Pär Ericsson (2014-...)

## F
- Fabien Fagnot (1995-?)
- Timé Falconi (1991-?)
- Kieran Felix (2012-2013)
- Marouane Fellaini (1996-1997)
- Jonathan Fériaud
- David Fleurival (2008-2009)
- Thierry Flies (2000-2001)
- Julien Frank (1992-?)
- Peter Franquart (2011-...)

## G
- Cheikh Gadiaga (2003-2005)
- Zezé Gambassi (1968-1969)
- Mathieu Garcia-Rendon (2009-2011)
- Harlem Gnohéré (2014-2015)
- Moussa Gueye (2008-2010)
- Laurent Gomez (2005-2007)
- Louis Gomis (2003-2004)
- Ilyo Gorbov (2010-2011)
- Thadée Gorniak (1989-1991, 2000-2004)
- Nicolas Goussé (2004-2005)
- David Grondin (2009-2010)
- Denis Souza de Guedes (2002-2003, 2005-2006)
- Moussa Gueye (2008-2010)
- Olivier Guilmot (2006-2007)

## H
- Kevin Hatchi (2008-2009)
- Tomas Herman (2001-2003)
- Frédéric Herpoel (2007-2010)
- Xavier Huart (1998-)

## I
- Matthias Iannacone (1995-?)
- Michel Iannacone
- Ibou (2011-2012)
- Marco Ingrao (2004-2006)

## J
- Mustapha Jarju (2008-2011, 2012-...)
- Frédéric Jay (2006-2010)
- Eric Joly (2002-2004)
- Gabriel Junior Ngalula Mbuyi (2005)

## K
- Keith Kelly (2003)
- Emmanuel Kenmogne (2003-2004)
- Mahamoudou Keré (2014-2015)
- Tarek Kharif (1999-2003)
- Charly Konstantinidis (2005-2008)
- Bahattin Köse (2012-...)
- Arnaud Kouyo (2004-2005)
- Danijel Krivic (2007-2008)

## L
- Jean-Pierre La Placa (2000-2005)
- Lorenzo Laï (2005-2006)
- Mégan Laurent (2014-2015)
- Christian Landu-Tubi (2007-2008)
- Dominique Lemoine (1999-?)
- Maël Lepicier (2009-2013)
- Flavien Le Postollec (2012-2014)
- Dieudonné Londo (2000-2003)
- Grégory Lorenzi (2013-2014)
- Ali Lukunku (2008)

## M
- Alessandro Maffeo (?-2008)
- Chris Makiese (2011-2012)
- Alberto Malusci (2004, 2006)
- Antonio Marsala (1999-?)
- Christophe Martin (2000-2001)
- Tim Matthys (2010-2014)
- Zola Matumona (2009-2013, 2014-...)
- Pape M'Bow (2011-2012)
- Dimitri Mercier (1980-?)
- Francesco Migliore (2008-2009)
- Ivan Milas (2005-2007)
- Roberto Mirri (2004-2009)
- Freddy Mombongo-Dues (2011-2012)
- Pieter-Jan Monteyne (2011-2014)
- David Mounard (2003-2004)
- Jimmy Mulisa (2005-2006)
- Joachim Mununga (2013-2014)

## N
- Mamoutou N'Diaye (2010-2011)
- Daré Nibombe (2004-2008)
- Benjamin Nicaise (2007-2008, 2011-2013)
- Jari Niemi (jani 2004-2004)
- Jérémie Njock (2003-2006)
- Franck Nkela (2008-2009)
- Brice Ntambwe (2013-...)
- Aloys Nong (2012-2013)
- Sébastien Nottebaert (2002-?)
- Harry Novillo (2013-2014)
- Vusumuzi Nyoni (2013-2015)

## O
- Antti Okkonen (2008-2009)
- Kevin Oris (2008-2009)
- Hervé Oussalé (2010)
- Taner Ozer (2002-2004)

## P
- Tristan Peersman (2009-2010)
- Rosario Peppe (2003-2005)
- Jérémy Perbet (2011-2013)
- Fabio Rufino Pereira (2001-)
- Romuald Petit (1998-2000)
- Thierry Pister (1998-1999)
- Alessandro Pistone (2007-2008)
- Filippo Porco (1999-2007)
- Quentin Pottiez (2011-2013)

## R
- Eric Rabesandratana (2004-2007)
- Hocine Ragued (2006-2009)
- Claude-Arnaud Rivenet (2002-2004)
- Axel Rombaut (1989-)
- Dirk Rosez (1998-2001)
- Cédric Roussel (2002-2003, 2007-2010)

## S
- Djali Saad (1998-2001)
- Al Hagie Sagna
- Hany Saïd (2004-2005)
- Khalifa Sankaré (2009-2010)
- Rafael Santiago (2010-2011)
- Jérémy Sapina (2011-2015)
- Adrien Saussez (2010-2015)
- Alessio Scarchilli (2004)
- Marc Schaessens (2005)
- Jimmy Schmidt (2004-2005)
- Romeo Seka Affessi (2007-2008)
- Malik Slaiki (2008-2009)
- Mounir Soufiani (2006-2007)
- Richard Soumah (2013-...)
- Ilija Stolica (2007-2009)
- Olivier Suray (2002-2005)
- Mbemba Sylla (2001-)
- Robert Szczot (2005-2006)

## T
- Mehdi Terki (2010-2011)
- Vincent Thoelen (1983-)
- Stéphane Thys (2005-2006)
- Nicloas Timmermans (2009-...)
- Amadou Touré (2003-2006)
- Moussa Touré (2003-)

## U
- Erdem Ucar (2005-2006)
- Baptiste Ulens (1999-2007)
- Jérôme Urbain

## V
- Jamaïque Vandamme (2010-2011)
- Kris Van de Putte (2002-december 2004)
- Jérôme Vanderzijl (2008-2010)
- Daan Van Gijseghem (2012-2015)
- Tom Van Imschoot (2009-2013)
- Brecht Verbrugghe (2010-2011)
- Piet Verschelde (1999-2001)
- Yannick Vervalle (2005)
- Rodrigo Hernan Vilariño

## W
- Jonathan Walasiak (1999-2000)
- Wamberto (2004, 2006-2007)
- Daniel Wansi (2006-2008)
- Olivier Werner (2004-2005, 2011-2014)
- Michaël Wiggers (2006-2007)
- Ivan Willockx (2003-2005)
- Laurent Wuillot (1983-1994)

## Y
- Muhamed Hanifi Yoldas (2004)

## Z
- Stéphane Zèbre (2006-2007)
- Patrice Zéré (1993-1994)
- François Zoko (2006-2008)

RSC Anderlecht ·
Antwerp FC ·
Beerschot AC ·
Beerschot VA ·
KSK Beveren ·
Rupel Boom ·
Cercle Brugge · 
Club Brugge ·
KRC Genk ·
KAA Gent · 
KV Kortrijk ·
OH Leuven ·
Lierse SK ·
RFC de Liège ·
KSC Lokeren ·
Lommel SK ·
KV Mechelen ·
Royal Excel Moeskroen ·
RAEC Mons ·
KV Oostende ·
RFC Seraing ·
STVV ·
Sporting Charleroi ·
Standard Luik ·
AFC Tubize ·
Union SG ·
KVC Westerlo ·
SV Zulte Waregem